# Vaccinium floridanum
Vaccinium floridanum là một loài thực vật có hoa trong họ Thạch nam. Loài này được (Nutt.) Sleumer miêu tả khoa học đầu tiên năm 1941.